# 悪行要論

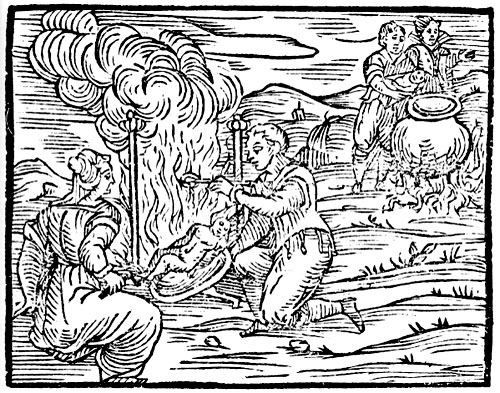
『悪行要論』の挿絵：子供を火にかける魔女

悪行要論（あくぎょう ようろん、Compendium Maleficarum）もしくは蠱業要覧（まじわざ ようらん）は、17世紀イタリアの修道士フランチェスコ・マリア・グアッツォ（ガッツォ）により記された魔術、悪魔などに関する書物。

## 概要
1608年ミラノで刊行。悪魔、魔女、サバト、交霊術、魔術など、いわゆる「悪魔学」を広く解説している。本書の特徴として30枚あまりの木版画による挿絵が多く用いられており、これらの図は現在でも、これら悪魔学を解説する本などで頻繁に引用される。
17世紀はヨーロッパで魔女狩りが盛んに行われた時代であり、本書は同時代のアンリ・ボゲ、ジャン・ボダンらの著作とともに魔女狩りのテキストとして広く用いられた。